# 영국 사업·에너지·산업전략부

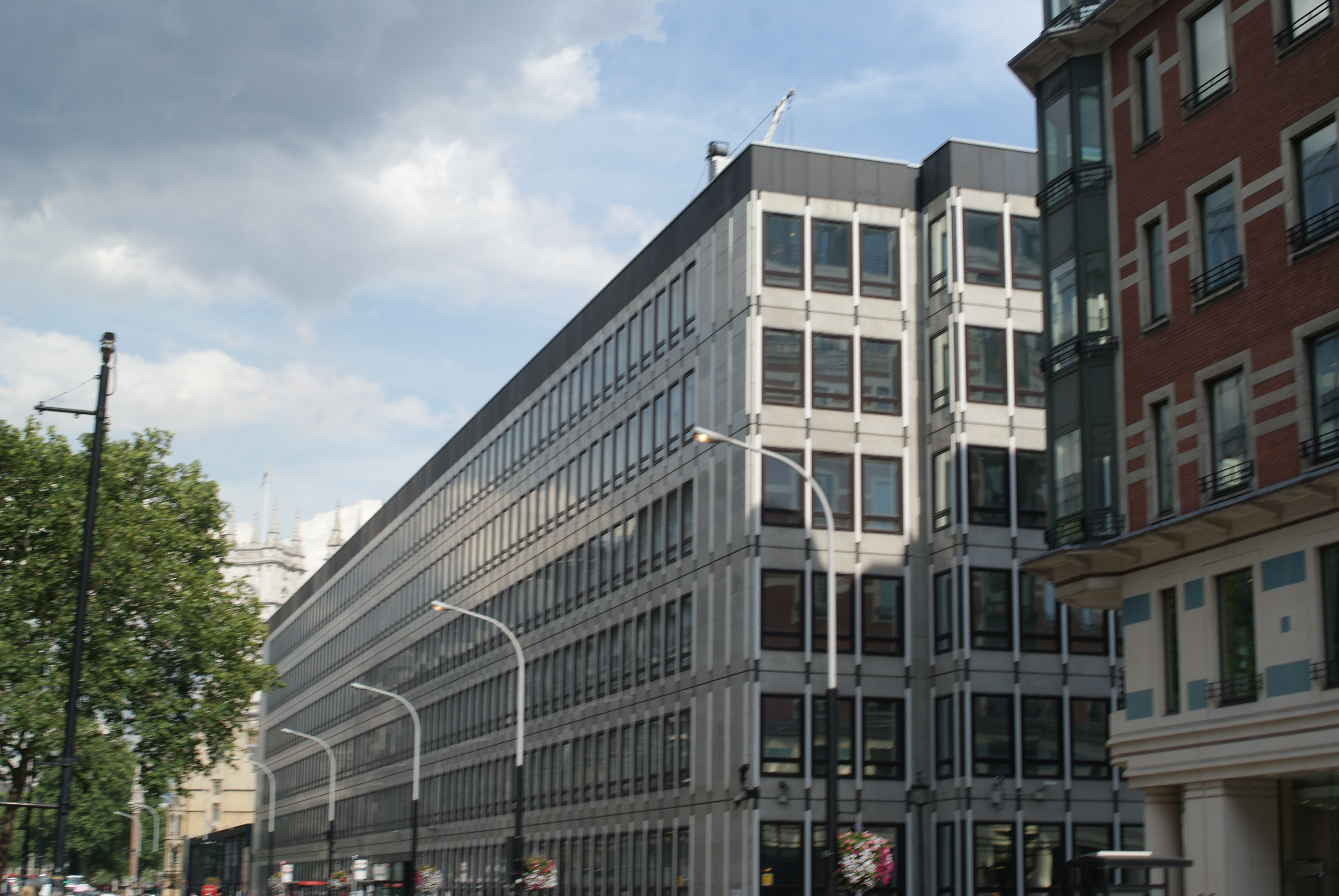

사업·에너지·산업전략부 (Department for Business, Energy and Industrial Strategy, BEIS)는 영국 정부의 행정부처이다. 2016년 7월 14일 테레사 메이 내각 출범과 함께 에너지·기후변화부와 사업·혁신·기술부를 통합해 신설하였다.
사업에너지산업전략부는 이전의 두 부처업무를 통합하여, 사업과 산업전략, 과학과 혁신, 에너지와 기후변화 정책 등을 담당한다.

## 정책
사업에너지산업전략부에서는 다음과 같은 정책 분야를 주관한다.
- 사업 규제와 지원
- 기후변화 정책
- 회사법
- 경쟁
- 소비자보호
- 기업지배구조
- 에너지
- 고용관계
- 수입허가
- 혁신
- 채무초과
- 지식재산
- 우주
- 우편
- 지방과 지역 경제발전
- 과학과 연구
- 무역

영국 정부의 지방분권 정책으로 이 중에는 잉글랜드 지역에만 한정되는 정책도 있고, 영국 전역에 걸쳐 적용되는 정책도 있다.

## 장관
사업에너지산업전략부의 각 장관은 다음과 같다.
| 이름                 | 직함                              | 소관업무 |
| -------------------- | --------------------------------- | --- |
| 그레그 클라크 의원   | 장관                              | 부처 소관업무를 총괄 |
| 클레어 페리 의원     | 에너지·청정성장 부장관            | 산업전략, 탄소할당제, 국제 기후변화, 기후과학 및 혁신, 녹색금융, 에너지열과 효율, 저탄소 발생, 에너지 소매시장, 스마트미터와 스마트시스템, 석유가스, 공급안정, 전력가스 도매시장 공급망, 국제에너지, 에너지 안보 |
| 샘 기마 의원         | 고등교육 부장관                   | 교육부 겸직. 산업전략, 과학연구, 혁신, 지식재산, 농업테크, 우주, 기술 |
| 리처즈 해링턴 의원   | 산업에너지 정무차관               | 산업전략, 산업전략조달, 민관협약 (섹터 딜), 항공우주, 첨단제조기술, 재료기술, 자동화기술, 핵기술, 인프라와 건설, 전문서비스, 철도 공급체인, 국방, 해양, 펍 규제정책, 공급체인                                    |
| 앤드류 그리프스 위원 | 중소기업 소비자 기업책임 정무차관 | 산업전략, 중소기업과 벤처기업, 소비자 경쟁, 노동시장, 우편사무, 기업지배구조, 채무초과, 소매업 |
| 올리버 이든 경       | 에너지 지식재산 정무차관          | 산업전략 및 귀족원내 부처업무, EU 단일시장 지속기업, 규제개편과 규제혁파, 토지등기, 육지측량, 사택, 생명과학, EU 구조기금, 지역성장, 지역산업전략, 노던 파워하우스, 미들랜즈 엔진, 공유번영기금                  |

2016년 10월에는 아치 노먼이 사업에너지산업전략부 비집행위원회 대표위원으로 지명되었다.